# Moontower
Moontower es el primer y único álbum solista de él, y está completamente producido, escrito, tocado por Dan Swanö. Además de cantar lírico, gutural, tocar la guitarra, el bajo y la batería integra teclados electrónicos y sintetizadores acordes a la influencias del Metal Industrial, así como elementos musicales compositivos de otros géneros de la Electrónica, el New age y el Jazz como el Downtempo, Coldage y Dixieland respectivamente.

## Listado de canciones
1. Sun Of The Night
2. Patchworks
3. Uncreation
4. Add Reality
5. Creating Illusions
6. The Big Sleep
7. Encounterparts
8. In Empty Phrases

## Miembros
- Dan Swanö - guitarra, batería, bajo, teclado, voces

- Datos: Q3278392